# Paid (2006)
Paid is een Engelstalige film uit 2006 van Laurence Lamers, gemaakt in Nederland tussen 2004 en 2005. met onder andere Anne Charrier, Murilo Benicio, Tom Conti, Guy Marchand, Corbin Bernsen, Marie France Pisier, Beppe Clerici, Tygo Gernandt.

## Verhaal
Het betreft een verhaal over een dure Franse callgirl, werkzaam in Amsterdam. Zij begint een betaalde relatie met een Engelse drugsbaron doch valt vervolgens in de armen van een Latijns- Amerikaanse huurmoordenaar, die haar een jongetje bezorgt dat hij aantrof na een afrekening met een stel Bolivianen. Ook de huurmoordenaar wil uit het milieu stappen, maar zijn mentor wil hem niet loslaten. De callgirl en de huurmoordenaar verkeren in een catch 22 en moeten een hoge prijs betalen om zich uit de tentakels van de onderwereld te verlossen.

## Rolverdeling
- Anne Charrier als Paula (callgirl)
- Murilo Benicio als Michel (huurmoordenaar)
- Tom Conti als Rudi Dancer (drugsbaron)
- Guy Marchand als Giuseppe (mentor huurmoordenaar)
- Walid Benmbarek als moordenaar

## Productie
Het bijzondere van de film is is dat er volledig met privé-geld een internationale film gerealiseerd werd. De film heeft 1.5 miljoen euro gekost en betrof acteurs uit het Verenigd Koninkrijk, Frankrijk, Italië, Brazilië en Nederland. De muziek werd gecomponeerd en gearrangeerd in Brazilië, het geluid werd in België afgewerkt en Non Stop Sales, een Zweeds bedrijf verkoopt de film.

## Premiere
De film beleefde zijn wereld première op 25 september 2006 in het Tuschinski Theater te Amsterdam

## Muziek
De muziek werd gecomponeerd door Jaques Morelenbaum en door hemzelf gearrangeerd
in de wijk Ipanema te Rio de Janeiro in samenwerking met de saxofonist Leo Gandelman.
Jaques Morelenbaum wordt gezien als een van meest gerespecteerde musici op het gebied van de Latijnse muziek, Hij werkte nauw samen met Antonio Carlos Jobim, Ceatano Veloso, Mariza, en nog meer om op te noemen. Hij was mede verantwoordelijk voor de muziek van de films "Central do Brasil" en "O'Quatrilho", beide waren genomineerd voor de oscar.
Zijn vrouw Paula Morelenbaum zong het aftitellied Beija me mucho.

## Festivals
De film werd vertoond op de volgende festivals:
- het Nederlands Film Festival
- Mostra de São Paulo (Brazilië)
- Filmfest von Braunschwick (Duitsland)
- Dereel Festival of Melbourne (Australië)
- The New Orleans Film Festival (Verenigde Staten van Amerika)
- The Exground Film Festival of Wiesbaden (Duitsland)